# Calliscelio succinophilus
Calliscelio succinophilus är en stekelart som först beskrevs av Charles Thomas Brues 1940.  Calliscelio succinophilus ingår i släktet Calliscelio och familjen Scelionidae. Inga underarter finns listade.